# Конькобежный спорт на зимних Олимпийских играх 2010 — 10 000 метров (мужчины)
Соревнования в беге на 10000 метров в конькобежном спорте среди мужчин на зимних Олимпийских играх 2010 года прошли 23 февраля.
Забеги состоялись в олимпийском овале Ричмонда с 11:00 до 14:00 по местному времени (UTC-8). Участвовали 15 спортсменов из 9 стран (по 3 спортсмена бежали от Нидерландов и Норвегии, по 2 — от США и России).

## Ход соревнований и дисквалификация Свена Крамера
В пятом забеге серебряный призёр Ванкувера на дистанции 5000 м 21-летний кореец Ли Сын Хун установил новый олимпийский рекорд — 12:58,55.
Олимпийский чемпион Ванкувера на дистанции 5000 м и рекордсмен мира на дистанции 10 000 м голландец Свен Крамер, выигравший за последние сезоны перед Олимпиадой практически все забеги на 10 000 м, в которых участвовал, включая 3 золота на чемпионатах мира, бежал в последней восьмой паре вместе с россиянином Иваном Скобревым. Крамер бежал с опережением графика Ли Сын Хуна более чем на 6 секунд, когда за несколько кругов до финиша ошибся при смене дорожек и вместо внешней пробежал поворот по внутренней дорожке (причём Свен в последний момент перенёс ногу с внешней дорожки на внутреннюю при входе в поворот).
Крамер до самого финиша не знал о своей ошибке и финишировал, опередив корейца более чем на 4 секунды, что означало золотую медаль. Однако он был дисквалифицирован. Золото досталось корейцу Ли Сын Хуну, серебро взял Иван Скобрев, бронзу выиграл олимпийский чемпион Турина-2006 и серебряный призёр Нагано-1998 на этой дистанции Боб де Йонг.
После финиша тренер Свена Крамера бронзовый призёр Калгари-1988 на дистанции 5000 м Герард Кемкерс взял ответственность за ошибку на себя, добавив, что «это худший день в его жизни». Кемкерс отвёл взгляд от катка, чтобы написать Крамеру подсказку о том, что он идёт с опережением графика корейца, а когда поднял глаза, то увидел, что Крамер бежит по центру полосы, в то же время шедший позади Иван Скобрев сразу после выхода из предыдущего поворота уже перестроился на внутреннюю дорожку, по которой он и должен был проходить следующий поворот. Кемкерс посчитал, что Скобрев ещё не перестроился после поворота, а значит Крамеру нужно бежать по внутренней дорожке, о чём он и просигнализировал Свену. Крамер сказал, что держал в уме правильную дорожку, но перед самым поворотом по совету тренера изменил решение. Тем не менее Крамер посчитал, что это его собственная вина, т. к. на льду выступает именно он. Выигравший в итоге серебро Иван Скобрев сказал, что узнал об ошибке Крамера только на финише, когда увидел, что голландец финишировал по той же дорожке, что и сам Скобрев. Россиянин признал, что достать Крамера было невозможно.

## Медалисты
| Золото                      | Серебро             | Бронза                 |
| Ли Сын Хун Республика Корея | Иван Скобрев Россия | Боб де Йонг Нидерланды |

## Рекорды
| Мировой рекорд     | Свен Крамер (NED)     | 12:41,69 | Солт-Лейк-Сити, США | 10 марта 2007   |
| Олимпийский рекорд | Йохем Эйтдехаге (NED) | 12:58,92 | Солт-Лейк-Сити, США | 20 февраля 2002 |

## Результаты
| Место | Забег | Спортсмен                 | Время       | Отставание |
| ----- | ----- | ------------------------- | ----------- | ---------- |
| 1     | 5     | Ли Сын Хун (KOR)          | 12:58,55 OR | 0,00       |
| 2     | 8     | Иван Скобрев (RUS)        | 13:02,07    | +3,52      |
| 3     | 7     | Боб де Йонг (NED)         | 13:06,73    | +8,18      |
| 4     | 6     | Алексис Контен (FRA)      | 13:12,11    | +13,56     |
| 5     | 7     | Ховард Бёкко (NOR)        | 13:14,92    | +16,37     |
| 6     | 2     | Сверре Хёугли (NOR)       | 13:18,74    | +20,19     |
| 7     | 3     | Хенрик Кристиансен (NOR)  | 13:25,65    | +27,10     |
| 8     | 2     | Джонатан Кук (USA)        | 13:31,78    | +33,23     |
| 9     | 5     | Арьен ван дер Кифт (NED)  | 13:33,37    | +34,82     |
| 10    | 6     | Марко Вебер (GER)         | 13:35,73    | +37,18     |
| 11    | 4     | Хироки Хирако (JPN)       | 13:37,56    | +39,01     |
| 12    | 1     | Райан Бедфорд (USA)       | 13:40,20    | +41,65     |
| 13    | 4     | Александр Румянцев (RUS)  | 13;45,77    | +47,22     |
| 14    | 3     | Себастьян Дружкевич (POL) | 13:49,31    | +49,40     |
| —     | 8     | Свен Крамер (NED)         | DSQ         | —          |